# Willy Kitobo Samsoni
 (août 2023).
 (janvier 2021).
La mise en forme du texte ne suit pas les recommandations de Wikipédia : il faut le « wikifier ».
Les points d'amélioration suivants sont les cas les plus fréquents :
- Les titres sont pré-formatés par le logiciel. Ils ne sont ni en capitales, ni en gras.
- Le texte ne doit pas être écrit en capitales (les noms de famille non plus), ni en gras, ni en italique, ni en « petit »…
- Le gras n'est utilisé que pour surligner le titre de l'article dans l'introduction, une seule fois.
- L'italique est rarement utilisé : mots en langue étrangère, titres d'œuvres, noms de bateaux, etc.
- Les citations ne sont pas en italique mais en corps de texte normal. Elles sont entourées par des guillemets français : « et ».
- Les listes à puces sont à éviter, des paragraphes rédigés étant largement préférés. Les tableaux sont à réserver à la présentation de données structurées (résultats, etc.).
- Les appels de note de bas de page (petits chiffres en exposant, introduits par l'outil «  Source ») sont à placer entre la fin de phrase et le point final[comme ça].
- Les liens internes (vers d'autres articles de Wikipédia) sont à choisir avec parcimonie. Créez des liens vers des articles approfondissant le sujet. Les termes génériques sans rapport avec le sujet sont à éviter, ainsi que les répétitions de liens vers un même terme.
- Les liens externes sont à placer uniquement dans une section « Liens externes », à la fin de l'article. Ces liens sont à choisir avec parcimonie suivant les règles définies. Si un lien sert de source à l'article, son insertion dans le texte est à faire par les notes de bas de page.
- La présentation des références doit suivre les conventions bibliographiques. Il est recommandé d'utiliser les modèles {{Ouvrage}}, {{Chapitre}}, {{Article}}, {{Lien web}} et/ou {{Bibliographie}}. Le mode d'édition visuel peut mettre en forme automatiquement les références.
- Insérer une infobox (cadre d'informations à droite) n'est pas obligatoire pour parachever la mise en page.

Pour une aide détaillée, merci de consulter Aide:Wikification.
Si vous pensez que ces points ont été résolus, vous pouvez retirer ce bandeau et améliorer la mise en forme d'un autre article.
Willy Kitobo Samsoni, né à Kipushi dans la province de Haut-Katanga, est une personnalité politique congolaise (RDC), professeur à la faculté de polytechnique de l'Université de Lubumbashi et à l'école supérieure des ingénieurs(ESI) de la même université.
Il a été ministre national des mines au sein du gouvernement Ilunga de septembre 2019, jusqu'en 2021.

## Biographie

### Éducation
- Ancien élève de l'Institut Technique Mutoshi de Kolwezi, au Lualaba;
- Ingénieur civil en chimie industrielle de l'Université de Lubumbashi, en RDC;
- Diplômé d'études approfondies en Sciences de l'Environnement Minier de l'Université de Lubumbashi, en RDC;
- Diplômé d'études approfondies en génie minéral de l'Université de Liège, en Belgique;
- Docteur en Sciences de l'ingénieur de l'Université de Liège en Belgique[3].

### Carrière professionnelle
- Ancien chef de département de sciences de base de la faculté polytechnique à l'Université de Lubumbashi;
- Ancien directeur de l'Ecole d'ingénieurs industriels de l'Université de Lubumbashi;
- Doyen honoraire de la faculté polytechnique de l'Université de Lubumbashi;
- Ancien ministre provincial des mines, environnement et affaires foncières du gouvernement provincial du Haut-Katanga;
- Ancien directeur provincial du service d'anti-fraude.

En mission d'itinérance administrative au Lualaba depuis le 4 décembre dernier, le ministre des Mines SEM Willy KITOBO SAMSONI a visité, le Centre de négoce des produits miniers en construction et les installations de la société Lualaba Copper Smelter (LCS) dont il avait reçu les animateurs en septembre dernier au début de sa prise des fonctions à la tête de ce ministère.
Le Patron des Mines a été éclairé de la situation de cette entreprise à travers une explication détaillée de son directeur général. Un modèle de production du cuivre (98, 99%) d’après l’attaché de presse du ministre provincial des Mines, Jean-Marie Tshizainga qui a accompagné son Willy Kitobo.

### Publications
Plusieurs publications en génie minéral, environnement, matériaux de construction et l'assainissement des milieux urbains